# Final Fantasy VII G-Bike
Final Fantasy VII G-Bike (яп. ファイナルファンタジーVII Gバイク файнару фантадзи сэбун дзи баику) — бесплатная гоночная игра в жанре hack and slash 2014 года, разработанная и выпущенная японскими компаниями CyberConnect2 и Square Enix соответственно для платформ Android и iOS. Действие G-Bike разворачивается в вымышленном мире японской ролевой игры Final Fantasy VII 1997 года под названием Планета. Игрок управляет протагонистом Клаудом Страйфом, который передвигается на мотоцикле и сражается с различными противниками. В перерывах между миссиями игроки могут изменять оружие, внешний вид и транспортное средство Клауда.
Сотрудники Square Enix и CyberConnect2 планировали создать несколько мобильных приложений, представляющих собой обновлённые версии мини-игр из Final Fantasy VII. В качестве первого проекта запланированной серии они выбрали G-Bike, так как эта игра была особенно популярна у фанатов FFVII. Разработчики расширили содержимое оригинальной мини-игры, добавив дополнительные элементы игрового процесса и кастомизацию. Техническая поддержка игры прекратилась в 2015 году.
Критики хвалили визуальную составляющую G-Bike, которая воспроизводила стиль оригинальной мини-игры. С другой стороны, многие рецензенты и фанаты критиковали решение Square Enix сосредоточиться на переосмыслении дополнительного контента FFVII вместо разработки полноценного ремейка.

## Игровой процесс

Скриншот игрового процесса: Клауд атакует врагов молнией

Final Fantasy VII G-Bike — гоночная игра, в которой игрок управляет главным героем японской ролевой игры Final Fantasy VII Клаудом Страйфом. Молодой наёмник передвигается на мотоцикле по окрестностям мегаполиса Мидгар и других регионов и сражается с преследующими его противниками. Помимо базовых атак, которые Клауд наносит своим фирменным оружием «мечом Бастера», протагонист использует магию, генерируемую сферами «материями». Также персонаж обладает специальным приёмом под названием «Прорыв предела», представляющий собой непрерывную серию мощных атак. Во время прохождения гоночных миссий игрок может призвать на помощь других героев Final Fantasy VII, например Тифу Локхарт. В конце этапов встречаются боссы. По завершении каждого уровня игрок получает рейтинги, в которых оценивается его мастерство.
После прохождения миссии пользователь может посетить внутриигровой магазин, чтобы изменить оружие и внешний вид Страйфа: в G-Bike доступно его снаряжение из FFVII и новый образ. Также в игре есть другие товары для приобретения — улучшения для мотоцикла и иные модели этого транспортного средства. После обновления 2015 года игроки могли заменить основной мотоцикл Клауда Hardy Daytona на более мощный Phoenix, который усиливал магические способности протагониста.

## Разработка и выпуск
Продюсер Square Enix Итиро Хадзама предложил руководству компании создать мобильный проект по мотивам японской ролевой игры Final Fantasy VII совместно с известной студией-разработчиком игр в жанре экшена. Выбор Square Enix пал на CyberConnect2, с которой ранее сотрудничал дизайнер игровых персонажей FFVII Тэцуя Номура. Создание проекта курировали руководитель разработки Хироси Мацуяма и продюсер Ёсинори Китасэ, а Номура стал его креативным директором и придумал новый костюм для главного героя Клауда Страйфа.
Сотрудники Square Enix и CyberConnect2 планировали создать несколько мобильных приложений, представляющих собой обновлённые версии мини-игр из Final Fantasy VII. В качестве первого проекта запланированной серии они выбрали G-Bike, так как эта игра была особенно популярна у фанатов FFVII. Разработчики расширили содержимое оригинальной мини-игры дополнительными элементами игрового процесса и кастомизацией, однако отказались от добавления сюжетной кампании для которой требовалось больше игровых персонажей. По этой причине Клауд является единственным протагонистом G-Bike. Помимо оригинальной мини-игры, разработчики вдохновлялись компьютерным анимационным фильмом «Последняя фантазия VII: Дети пришествия» 2005 года: в нём были показаны сражения Страйфа на мотоцикле. Во время разработки игры представители Square Enix предоставили CyberConnect2 доступ к производственным активам «Детей пришествия» и ролевого экшна Crisis Core для PlayStation Portable, чтобы разработчики следовали стилистике этих проектов.
Анонс G-Bike состоялся в июне 2014 года. В то же месяце Хадзама развеял заблуждения игровых журналистов и фанатов FFVII о выходе ремейка игры 1997 года, а представители Square Enix заявили, что проект никак не связан с медиафраншизой «Компиляция Final Fantasy VII», несмотря на схожую стилистику с её продуктами. По словам Мацуямы, продюсер Square Enix Синдзи Хасимото не был заинтересован в разработке ремейка Final Fantasy VII, однако был готов изменить своё решение в случае успеха G-Bike.
В сентябре 2014 года вышел первый трейлер G-Bike. Оформившие предварительную регистрацию игроки получили внутриигровой бонус «материю комету». 30 октября состоялся выпуск игры в Японии. Хотя сама игра была бесплатной, в неё был добавлен платный контент. В день запуска G-Bike пользователи не могли загрузить её на мобильные устройства, а игровой сервер был отключён до 1 ноября из-за сбоя. Изначально сотрудники Square Enix планировали выпустить игру в западных регионах, однако отказались от этой идеи по неизвестным причинам. В продвижении игры участвовала компания-производитель шоколадных сладостей поки Glico. Разработчикам было трудно поддерживать интерес пользователей к игре, из-за чего 15 декабря 2015 года техническая поддержка G-Bike была прекращена.

## Восприятие
Игровые рецензенты оценили G-Bike неоднозначно. Обозреватель японского веб-сайта AppGet похвалил её как качественный ремейк, сохранивший стилистику оригинальной мини-игры. Ишаан Сахдев из Siliconera назвал визуальную составляющую «великолепной». Тоси Накамура из Kotaku оптимистично отнёсся к анонсу G-Bike и высказал предположение, что она положит начало для выхода новых ремейков проектов Square Enix. По мнению Кайла Хиллиарда из Game Informer, выход гоночной игры не должен был расстроить фанатов FFVII, которые ждали полноценного ремейка.
С другой стороны, некоторые игровые рецензенты были сбиты с толку анонсом G-Bike. В своей рецензии для Kotaku Джейсон Шрайер утверждал, что объявление Square Enix шокировало фанатов FFVII, а Майк Венер из Engadget указал на всеобщее разочарование, вызванное отсутствием планов на ремейк оригинальной игры. Никола Супрак из Hardcore Gamer назвал разработчиков «троллями» из-за их решения создать мини-игру вместо полноценного ремейка. Обозреватель AppGet Хидэцугу Ная сетовал на долгие загрузочные экраны и многочасовой игровой процесс, необходимый для разблокировки второстепенных персонажей. Кэт Бэйли из USGamer отметила, что большинство игроков даже не знало о существовании G-Bike, так как игра не вышла за пределами Японии.